# 1089
1089 (MLXXXIX) var ett normalår som började en måndag i den julianska kalendern.

## Händelser

### Augusti
- 11 augusti – En kraftig jordbävning registreras i Britannien.

### Okänt datum
- Northumbria delas av normanderna i länen Northumberland, County of Durham, Yorkshire, Westmorland och Lancashire.
- Rama Varma Kulasekhara kröns i Kerala.
- Synoden i Melfi under påve Urban II påtvingar prästfruar slaveri.
- Palmyra förstörs i en jordbävning.
- Bysantinska riket erövrar Kreta.

## Födda
- Han Shizhong, kinesisk general.

## Avlidna
- 24 maj – Lanfranc, romersk-katolsk biskop och teolog.
- 26 maj – Ricwald, biskop i Lunds stift sedan 1072.
- Kung Kalasa (Kalashan) av Kashmir.
- S:t Johannes av Kiev.